# أليخاندرو كانتيرو
أليخاندرو كانتيرو (بالإسبانية: Alejandro Cantero)‏ هو لاعب كرة قدم إسباني في مركز الهجوم، ولد في 8 يونيو 2000 في مدريد في إسبانيا.

## وصلات خارجية
- أليخاندرو كانتيرو على موقع قاعدة بيانات كرة القدم.إي يو (الإنجليزية)
- أليخاندرو كانتيرو على موقع Soccerway.com (الإنجليزية)